# Kirchstraße 8 (Bad Honnef)

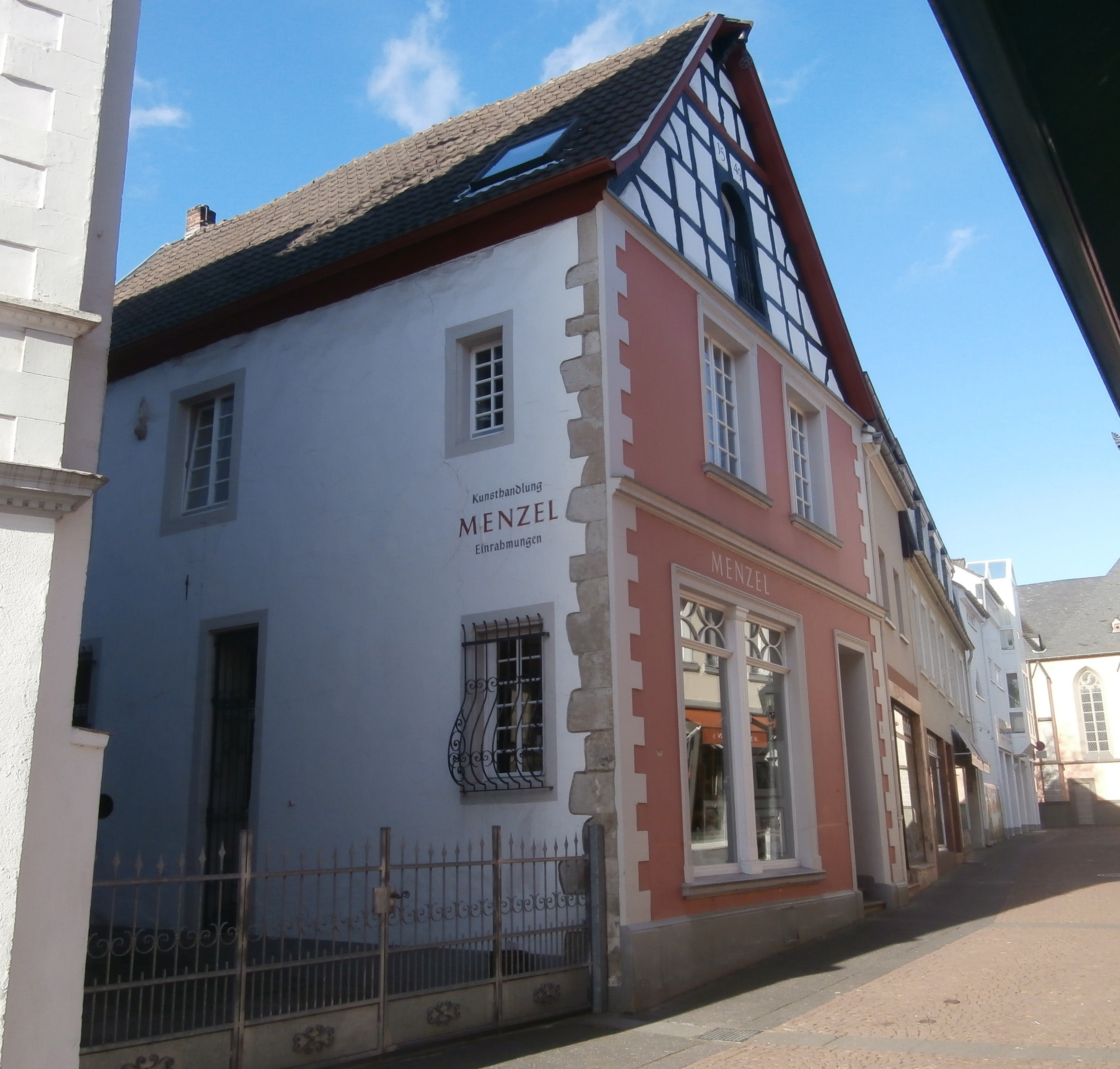
Kirchstraße 8 (2014)

Das Gebäude Kirchstraße 8 ist ein Wohn- und Geschäftshaus in Bad Honnef, einer Stadt im nordrhein-westfälischen Rhein-Sieg-Kreis. Es gehört zu den ältesten Honnefer Bürgerhäusern und steht als Baudenkmal unter Denkmalschutz.

## Geschichte
Das Haus geht ausweislich einer nachträglich (nach 1878) angebrachten Giebelinschrift, der nach Datierung ältesten in Honnef, auf das Jahr 1549 zurück. Es entstand möglicherweise für Carell Francoit, einen für das Jahr 1561 bezeugten Richter und Rentmeister des Amtes Löwenburg. Seit 1680 ist es als Wohnhaus des örtlichen Gerichtsschreibers nachweisbar, der es 1683 an seinen Nachfolger verkaufte. Aus dieser Zeit bekannt ist, dass der Kölner Kurfürst bei seinen Aufenthalten in Honnef zur Wildschweinjagd im oberen Saal des Hauses übernachtete, der folglich in „Kurfürstenzimmer“ benannt wurde.
Bei der Brandschatzung Honnefs durch französische Truppen im Jahre 1689 wurde das Gebäude wahrscheinlich bis auf die Grundmauern zerstört und anschließend als Steinhaus wiederaufgebaut. Es ist seit dieser Zeit aufgrund eines als Treppenpfosten dienenden Baumstamms auch unter dem Namen „Steinerner Strunk“ oder „Im steinernen Strunk“ (Strunk=Baumstumpf) bekannt. Um 1800 wurde das Anwesen aus dem Nachlass der Familie des Gerichtsschreibers an Gewerbebetreiber verkauft und diente in der Folge insbesondere Handwerksbetrieben. Seit 1966 wird es als Ladengeschäft einer Kunsthandlung genutzt, für die einige Innenumbauten erfolgten. Die Eintragung des Gebäudes in die Denkmalliste der Stadt Bad Honnef erfolgte am 2. März 1994.

## Architektur
Das Haus ist ein schiefergedeckter Massivbau mit einem Fachwerkgiebel und besitzt ein modern verändertes Erdgeschoss. Zu den Besonderheiten im Inneren gehören eine barocke, floral stuckierte Kölner Decke sowie eine bergische Wendeltreppe, die als eine der ältesten des Rheinlands gilt und als deren Treppenpfosten ein 14 m hoher Eichenstamm dient. Das Erdgeschoss ist mit Bleiglasfenstern ausgestattet, die Handwerksmotive zeigen.